# Karl Komzák (figlio)
Karl Komzák in ceco Karel Komzák (Praga, 8 novembre 1850 – Baden, 23 aprile 1905) è stato un compositore e direttore d'orchestra ceco.
Sebbene di origine boema, Karl Komzák ottenne i suoi maggiori successi soprattutto a Vienna e a Baden, città nelle quali svolse l'attività di capobanda e di compositore di musica da ballo. 

Fra il suo catalogo di composizioni, sono ancora oggi particolarmente celebri i valzer Bad'ner Mad'ln op. 257, Maienzauber op. 306 e la Erzherzog Albrecht-Marsch op. 136, che il compositore dedicò all'Arciduca Alberto.

## Biografia
Karl Komzák come Johann Strauss discendeva da una famiglia di musicisti; fu suo padre, il compositore Karl Komzák, ad impartire al giovane i primi insegnamenti musicali.
Dal 1861 a 1867 studiò al Conservatorio di Praga dove ebbe fra i suoi insegnanti Moritz Mildner e Anton Bennewitz; terminati gli studi inizialmente si esibì nell'orchestra di suo padre e, nel 1870, divenne direttore del Teatro di Stato di Linz.
Nel 1871 ottenne l'incarico di maestro di cappella presso il settimo reggimento di fanteria di Innsbruck. A partire dal 1883 fu a capo del complesso dell'84º Reggimento di Fanteria della città di Vienna; orchestra che ottenne un ampio riconoscimento internazionale proprio sotto la direzione di Komzák. Quando si esibirono a Parigi, in occasione dell'Esposizione Universale del 1889, il complesso di Komzák venne premiato come la migliore banda militare del mondo.
Nel 1890 Komzák compose in onore del k. u. k. Kriegsministeriums (Ministero della Guerra Imperial Regio), una nuova versione dell'inno imperiale austriaco, successivamente adottata come inno nazionale con testo di Ottokar Kernstock. Nel 1898, in occasione dei festeggiamenti per il 50º anniversario dall'ascesa al trono dell'imperatore Francesco Giuseppe (1848), la sua marcia Kaiserjubiläumsmarsch op. 260, vinse il concorso indetto per l'anniversario imperiale, battendo le altre 92 composizioni e vincendo il primo premio in palio.
Nel 1892 a Komzák fu concesso di lasciare il ruolo di capobanda dell'84º Reggimento per motivi di salute e, nel settembre di quell'anno, Karl Komzák si trasferì a Baden (nei pressi di Vienna) con la sua famiglia. L'anno seguente, il 26 aprile 1893, divenne direttore stabile dell'Orchestra Spa. Poco prima, il 20 settembre 1892, aveva tenuto un concerto d'addio a Vienna con la sua banda prima che questa venisse dislocata in una nuova guarnigione a Mostar, in Erzegovina; Komzák mantenne la posizione di capobanda fino al 1896. Fu in questo periodo di permanenza a Baden che il compositore creò la sua più celebre composizione, il valzer Bad'ner Mad'ln (La Ragazza di Baden) op. 257.
Nel 1904, si esibì in una serie di concerti di grande successo negli Stati Uniti, in occasione dell'Esposizione Universale di St. Louis, nel Missouri.
Dopo soltanto sei mesi dopo il suo ritorno dall'America, la domenica di Pasqua del 1905, Komzák, nel tentativo di saltare su un treno in partenza alla stazione di Baden, scivolò e finì sotto le ruote del mezzo.
Inizialmente, Komzák venne tumulato in un cimitero nella città di Baden (alle sue esequie parteciparono anche compositori del calibro di Franz Lehár e di Carl Michael Ziehrer) e, successivamente, la sua vedova, accettò l'offerta del sindaco di Vienna, Karl Lueger, che mise a disposizione di Komzák una tomba onoraria nel Cimitero Centrale di Vienna, nell'area dedicata ai grandi compositori.
Nel novembre dello stesso anno, i resti di Komzák furono traslati al Cimitero Centrale di Vienna e, il 9 giugno 1907, al cospetto della vedova, del figlio e della figlia, venne inaugurata la tomba opera dello scultore Peter Breithut (1869–1930).
Nel 1924, in memoria di uno dei più popolari capibanda militare della storia austriaca, venne inaugurata la Komzakgasse, nel 22º distretto della città di Vienna.
Anche suo figlio, Karl Komzák III, fu compositore.

## Opere
- Maienzauber valzer, op. 306
- Am Gardasee polka mazurka, op. 184

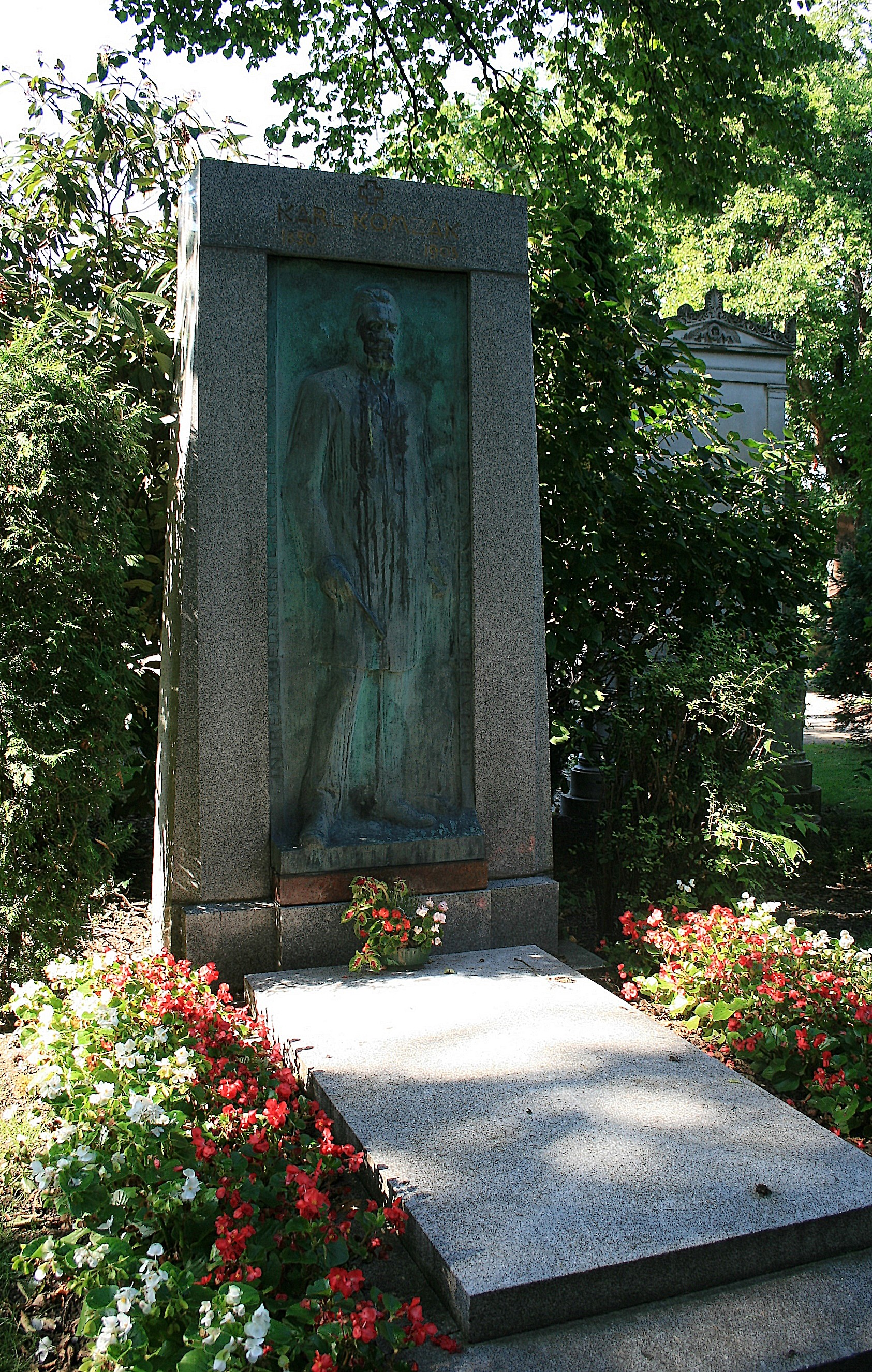
Tomba di Karl Komzák nel Cimitero Centrale di Vienna.

- An der schönen grünen Narenta valzer, op. 227
- D´Helenenthaler polka schnell, op. 273
- Den blonden Mädchen valzer
- Neues Leben valzer, op. 210
- Bad'ner Mad'ln valzer, op. 257
- Fesch galop, op. 246
- Fideles Wien valzer, op 190
- Großes Walzer-Potpourri, op. 240
- Halloh! galop, op. 161
- Heitere Stunden polka française, op. 183
- In Sturm und Drang valzer
- Konzert für eine Kaiserin
- Liebesgeheimnis gavotta, op. 256
- Louise de Lavallière
- Maiblümchen
- Mein Baden valzer
- Münchner Kindl valzer, op. 286
- Neue Wiener Volksmusik op. 244
- Petite Valse valzer, op. 173
- Sub Rosa op. 172
- Überselig valzer, op. 212
- Utokem - Attacke! galop, op. 156
- Volksliedchen und Märchen op. 135
- Warschauer Madl'n valzer
- Wien bei Nacht op. 297
- Wiener am Land. Ein Ausflug nach Baden op. 225
- Kaiserjubiläumsmarsch op. 260
- Erzherzog Albrecht-Marsch op. 136